# Melodiile Broadwayului (film)
Melodiile Broadwayului (The Broadway Melody) este un film american din 1929 regizat de Harry Beaumont. În rolurile principale joacă actorii Charles King, Anita Page, Bessie Love și Jed Prouty. Este primul film sonor care a câștigat Premiul Oscar pentru cel mai bun film.

## Prezentare
Harriet și Queenie Mahoney ajung pe Broadway, unde prietenul lor Eddie Kerns are nevoie de ele pentru numărul său în unul dintre spectacolele lui Francis Zanfield. Eddie a fost îndrăgostit de Harriet, dar când o întâlnește pe Queenie, se îndrăgostește de aceasta; dar Queenie este curtată de Jock Warriner, un membru al înaltei societăți din New York. Durează ceva timp până când Queenie își dă seama că nu este decât o jucărie pentru Jock, și, de asemenea, este nevoie de ceva timp până când Harriet își dă seama că Eddie este îndrăgostit de Queenie.

## Actori
- Charles King este Eddie Kearns
- Anita Page este Queenie Mahoney
- Bessie Love este Hank Mahoney
- Jed Prouty este Unchiul Jed
- Kenneth Thomson este Jock Wariner
- May Doran este Flo
- Eddie Kane este Francies Zanfield
- J. Emmett Beck este Babe Hatrick
- Marshall Ruth este Stew
- Drew Demorost este Turpe